# Músculo palmar longo
O músculo palmar longo se origina no epicôndilo medial do úmero e se insere na aponeurose palmar. Sua função é flexionar a mão. Ele se insere no retináculo e na aponeurose palmar.